# Jorge Alves da Silva
Jorge Alves da Silva, conhecido como Jorge, (São Paulo, 23 de fevereiro de 1946 — 16 de novembro de 2018) foi um futebolista brasileiro que atuava como lateral. Surgiu no Palmeiras e lá foi campeão do Campeonato Brasileiro de 1967. Em 1968, foi convocado para os Jogos Olímpicos, quando a Seleção Brasileira jogava com um time de jogadores jovens. Nas Olímpiadas, Jorge atuou apenas na estreia, uma derrota de 1 a 0 contra a Espanha. Ele passou por diversos times menores até encerrar a carreira. Jorge faleceu em 2018, em decorrência de uma falência múltipla de órgãos.

## Títulos
Palmeiras
- Campeonato Brasileiro: 1967